# Star Trek: Deep Space Nine/Staffel 2
Die zweite Staffel der US-amerikanischen Fernsehserie Star Trek: Deep Space Nine wurde in den USA zwischen September 1993 und Juni 1994 erstausgestrahlt, in Deutschland von August bis Oktober 1994 durch Sat.1.

## Episoden und Erstausstrahlung
| Nr. (ges.) | Nr. (St.) | Deutscher Titel        | Originaltitel        | Erstausstrahlung USA | Deutschsprachige Erstausstrahlung (D) | Regie            | Drehbuch                                                                                 |
| --- | --------- | ---------------------- | -------------------- | -------------------- | ------------------------------------- | ---------------- | ---------------------------------------------------------------------------------------- |
| 21 | 1         | Die Heimkehr (1)       | The Homecoming (1)   | 25. Sep. 1993        | 29. Aug. 1994                         | Winrich Kolbe    | Ira Steven Behr, Idee: Jeri Taylor, Ira Steven Behr                                      |
| Kira befreit aus einem cardassianischen Arbeitslager den bajoranischen Helden Li Nalas. Daraufhin wird sie von Minister Jaro von ihren Pflichten entbunden und Li Nalas übernimmt ihre Position als Verbindungsoffizier auf DS9. |           |                        |                      |                      |                                       |                  |                                                                                          |
| 22 | 2         | Der Kreis (2)          | The Circle (2)       | 2. Okt. 1993         | 30. Aug. 1994                         | Corey Allen      | Peter Allan Fields                                                                       |
| Die politische Krise auf Bajor spitzt sich zu. „Der Kreis“ eine Gruppe bajoranischer Fundamentalisten plant die Macht zu übernehmen. Mit Hilfe der machtbesessenen Vedek Win gelingt es den Bajoranern die Föderation von DS9 zu vertreiben. Die Bajoraner wissen nicht, dass sie von den Cardassianern die Waffen für diesen Staatsstreich erhalten haben. |           |                        |                      |                      |                                       |                  |                                                                                          |
| 23 | 3         | Die Belagerung (3)     | The Siege (3)        | 9. Okt. 1993         | 31. Aug. 1994                         | Winrich Kolbe    | Michael Piller                                                                           |
| Obwohl Sisko die Station evakuieren lässt, gelingt es ihm die Station mit einigen Freiwilligen zu sabotieren und die Stellung zu halten. Kira und Dax schaffen es auf Bajor die Regierung von der Einmischung der Cardassianer zu überzeugen und den „Kreis“, dessen Anführer der Regierungschef ist, zu besiegen. |           |                        |                      |                      |                                       |                  |                                                                                          |
| 24 | 4         | Der Symbiont           | Invasive Procedures  | 16. Okt. 1993        | 1. Sep. 1994                          | Les Landau       | John Whelpley, Robert Hewitt Wolfe; Idee: John Whelpley                                  |
| Da die Station durch einen Plasmasturm bedroht wird, wurde sie evakuiert und nur die Führungsoffiziere bleiben auf ihren Posten. Die Gelegenheit wird von dem Trill Verad genutzt um Jadzia zu zwingen ihm den Symbionten Dax zu überlassen. Jadzia kann allerdings ohne den Symbionten nicht überleben. |           |                        |                      |                      |                                       |                  |                                                                                          |
| 25 | 5         | Die Konspiration       | Cardassians          | 23. Okt. 1993        | 2. Sep. 1994                          | Cliff Bole       | James Crocker, Idee: Gene Wolande, John Wright                                           |
| Ein junger Cardassianer, während des Krieges zum Waisen geworden und von Bajoranern aufgezogen, kommt auf die Station und greift Garak, den letzten Cardassianer auf der Station, an. Bashir entdeckt bei seinen Nachforschungen, dass es noch zahlreiche cardassianische Waisen auf Bajor gibt, die in politischen Ränkelspielen auf Cardassia eine große Rolle spielen. |           |                        |                      |                      |                                       |                  |                                                                                          |
| 26 | 6         | Das “Melora”-Problem   | Melora               | 30. Okt. 1993        | 5. Sep. 1994                          | Cliff Bole       | Evan Carlos Somers, Steven Baum, Michael Piller, James Crocker; Idee: Evan Carlos Somers |
| Fähnrich Melora Pazlar kommt nach DS9. Sie stammt von einem Planeten mit geringer Schwerkraft und kann sich auf der Station nur mit Hilfe eines Rollstuhls bewegen. |           |                        |                      |                      |                                       |                  |                                                                                          |
| 27 | 7         | Profit oder Partner!   | Rules Of Acquisition | 6. Nov. 1993         | 6. Sep. 1994                          | David Livingston | Ira Steven Behr, Idee: Hilary J. Bader                                                   |
| Der Große Nagus Zek, der oberste Ferengi, macht Quark zum Teilhaber an Geschäften der Ferengi mit den Dosi, einer Rasse im Gamma-Quadranten, die zum Dominion gehört. |           |                        |                      |                      |                                       |                  |                                                                                          |
| 28 | 8         | Die Ermittlung         | Necessary Evil       | 13. Nov. 1993        | 7. Sep. 1994                          | James L. Conway  | Peter Allan Fields                                                                       |
| In Rückblenden werden Odos Ermittlungen in einem Mordfall geschildert, der sich fünf Jahre zuvor, während der cardassianischen Besatzung der Station, ereignete und in den auch Kira involviert war. |           |                        |                      |                      |                                       |                  |                                                                                          |
| 29 | 9         | Rätselhafte Fenna      | Second Sight         | 20. Nov. 1993        | 8. Sep. 1994                          | Alexander Singer | Mark Gehred-O'Connell, Ira Steven Behr, Robert Hewitt Wolfe; Idee: Mark Gehred-O'Connell |
| Sisko begegnet auf der Station einer Frau, in die er sich verliebt, die aber ständig verschwindet. Als er an Bord der USS Prometheus auf die Frau von Professor Seyetik trifft, erkennt er in ihr diese Frau. Sie kann sich allerdings an nichts erinnern. |           |                        |                      |                      |                                       |                  |                                                                                          |
| 30 | 10        | Auge des Universums    | Sanctuary            | 27. Nov. 1993        | 9. Sep. 1994                          | Les Landau       | Frederick Rappaport, Idee: Gabe Essoe, Kelley Miles                                      |
| Die Skrreea kommen durch das Wurmloch auf die Station. Es handelt sich um eine Rasse, die aus ihrer Heimat vertrieben wurde und nun glaubt in Bajor die prophezeite Heimat gefunden zu haben. Doch die Bajoraner lehnen eine Ansiedlung der tausenden Fremden ab. |           |                        |                      |                      |                                       |                  |                                                                                          |
| 31 | 11        | Rivalen                | Rivals               | 1. Jan. 1994         | 12. Sep. 1994                         | David Livingston | Joe Menosky, Idee: Jim Trombetta, Michael Piller                                         |
| Nachdem der Glücksritter Martus auf die Station gekommen ist, kommt es zu zahlreichen unwahrscheinlichen Ereignissen auf DS9. |           |                        |                      |                      |                                       |                  |                                                                                          |
| 32 | 12        | Metamorphosen          | The Alternate        | 8. Jan. 1994         | 13. Sep. 1994                         | David Carson     | Bill Dial, Idee: Jim Trombetta, Bill Dial                                                |
| Odo erhält zu seiner Enttäuschung Besuch von Dr. Mora Pol, dem bajoranischen Wissenschaftler, der mit ihm einst in Experimenten das Formwandeln übte. Pol hilft bei den Ermittlungen zur Aufklärung rätselhafter Vorfälle, als deren Verantwortlicher sich schließlich Odo herausstellt. |           |                        |                      |                      |                                       |                  |                                                                                          |
| 33 | 13        | Das Harvester-Desaster | Armageddon Game      | 29. Jan. 1994        | 14. Sep. 1994                         | Winrich Kolbe    | Morgan Gendel                                                                            |
| Bashir und O’Brien sollen auf T'Lani Prime eine Waffe, die Harvester, unschädlich machen. Das gelingt auch, doch werden die Forscher nach dem Ende der Prozedur von Soldaten überfallen. Den beiden gelingt zwar die Flucht aber O’Brien hat sich mit Harvestern infiziert und droht zu sterben. Außerdem wurde von den T'Lani nach DS9 gemeldet, dass O’Brien und Bashir bei einem Unfall getötet worden seien.                                                               |           |                        |                      |                      |                                       |                  |                                                                                          |
| 34 | 14        | O’Briens Identität     | Whispers             | 5. Feb. 1994         | 15. Sep. 1994                         | Les Landau       | Paul Robert Coyle                                                                        |
| Als Miles O’Brien von den Paradas zurückkehrt, für deren Sicherheit er bei einer Konferenz auf DS9 sorgen soll, verhalten sich alle ihm gegenüber sehr merkwürdig. O’Brien vermutet eine Konspiration und fliegt zurück ins Parada System. |           |                        |                      |                      |                                       |                  |                                                                                          |
| 35 | 15        | Das Paradiesexperiment | Paradise             | 12. Feb. 1994        | 16. Sep. 1994                         | Corey Allen      | Jeff King, Richard Manning, Hans Beimler; Idee: Jim Trombetta, James Crocker             |
| Sisko und O’Brien stranden auf einem Planeten, wo sie auf eine Gemeinschaft stoßen, die sich dem einfachen Leben ohne Technik verschrieben hat und von der Anführerin Alixus beinah diktatorisch geführt wird. Sisko und O’Brien verstoßen durch ihre Bemühungen zurück auf ihr Schiff zu gelangen schnell gegen die Regeln und werden drakonisch bestraft. O’Brien erkennt jedoch schnell, dass es kein natürliches Phänomen ist, das sie an der Rückkehr zum Schiff hindert. |           |                        |                      |                      |                                       |                  |                                                                                          |
| 36 | 16        | Die Illusion           | Shadowplay           | 19. Feb. 1994        | 19. Sep. 1994                         | Robert Scheerer  | Robert Hewitt Wolfe                                                                      |
| Auf einem Planeten im Gamma-Quadranten entdecken Dax und Odo ein Dorf, dessen Bewohner nach und nach verschwinden. Sie finden heraus, dass das Dorf nur ein Hologramm ist, geschaffen vom Dorfältesten, um sein vom Dominion einst vernichtetes Heimatdorf zu ersetzen. |           |                        |                      |                      |                                       |                  |                                                                                          |
| 37 | 17        | Der Trill-Kandidat     | Playing God          | 26. Feb. 1994        | 20. Sep. 1994                         | David Livingston | Jim Trombetta, Michael Piller; Idee: Jim Trombetta                                       |
| Arjin, ein junger Trill, kommt auf die Station. Dax soll testen, ob er bereit ist einen Symbionten zu empfangen. |           |                        |                      |                      |                                       |                  |                                                                                          |
| 38 | 18        | Profit und Verlust     | Profit And Loss      | 19. März 1994        | 21. Sep. 1994                         | Robert Wiemer    | Flip Kobler, Cindy Marcus                                                                |
| Quarks große Liebe kommt wieder auf die Stadion zurück und mit ihr Probleme, da sie von Cardassia verfolgt wird. |           |                        |                      |                      |                                       |                  |                                                                                          |
| 39 | 19        | Der Blutschwur         | Blood Oath           | 26. März 1994        | 22. Sep. 1994                         | Winrich Kolbe    | Peter Allan Fields, Idee: Peter Allan Fields, Andrea Moore Alton                         |
| Dax löst mit Unterstützung der drei Klingonen Kang, Koloth und Kor einen Blutschwur ein, den einer von Dax´ früheren Wirten einst geleistet hatte. Zusammen besiegen sie einen für frühere Morde verantwortlichen klingonischen Albino. |           |                        |                      |                      |                                       |                  |                                                                                          |
| 40 | 20        | Der Maquis, Teil I     | The Maquis, Part I   | 23. Apr. 1994        | 23. Sep. 1994                         | David Livingston | James Crocker, Idee: Rick Berman, Michael Piller, Jeri Taylor, James Crocker             |
| Der Friedensschluss zwischen der Föderation und Cardassia gerät durch terroristische Aktionen des Maquis in Gefahr. Diese, teils aus abtrünnigen Föderationsmitgliedern bestehende und von Siedlern getragene Widerstandsbewegung richtet sich gegen die cardassianische Herrschaft über Föderationskolonien im Grenzstreifen – der sogenannten entmilitarisierten Zone. Deswegen kämpft sie sowohl gegen die Föderation als auch gegen Cardassia.                             |           |                        |                      |                      |                                       |                  |                                                                                          |
| 41 | 21        | Der Maquis, Teil II    | The Maquis, Part II  | 30. Apr. 1994        | 26. Sep. 1994                         | Corey Allen      | Ira Steven Behr, Idee: Rick Berman, Michael Piller, Jeri Taylor, Ira Steven Behr         |
| Sisko spürt den Marquis in den Badlands, einer abgeschiedenen Region des Weltraums, auf. Er muss sich nicht nur mit der Gruppe auseinandersetzen und verhindern, dass sie die Cardassianer angreifen und damit einen Krieg provozieren, sondern auch mit seinem alten Freund Cal Hudson, der Mitglied des Marquis ist. |           |                        |                      |                      |                                       |                  |                                                                                          |
| 42 | 22        | Das Implantat          | The Wire             | 7. Mai 1994          | 27. Sep. 1994                         | Kim Friedman     | Robert Hewitt Wolfe                                                                      |
| Über den cardassianischen Schneider Garak wird bekannt, dass er einst vom cardassianischen Geheimdienst, dem Obsidianischen Kommando ein Schädelimplantat erhielt, das ihn bei Folterungen widerstandsfähiger machen sollte. Als das Implantat aufgrund von Fehlfunktionen Garak zu töten droht, verstrickt er sich gegenüber Bashir in Widersprüche betreffs seiner eigenen Vergangenheit.                                                                                    |           |                        |                      |                      |                                       |                  |                                                                                          |
| 43 | 23        | Die andere Seite       | Crossover            | 14. Mai 1994         | 28. Sep. 1994                         | David Livingston | Peter Allan Fields, Michael Piller; Idee: Peter Allan Fields                             |
| Kira und Bashir landen aufgrund technischer Probleme in dem schon von Kirk und Spock besuchten Paralleluniversum, in dem die Station durch Kiras Pendant, die sadistische Intendantin, geleitet wird. Mit der Hilfe des dort inhaftierten zweiten O’Briens gelingt ihnen aber schließlich die Rückkehr in ihre Welt. |           |                        |                      |                      |                                       |                  |                                                                                          |
| 44 | 24        | Die Wahl des Kai       | The Collaborator     | 21. Mai 1994         | 29. Sep. 1994                         | Cliff Bole       | Gary Holland, Ira Steven Behr, Robert Hewitt Wolfe; Idee: Gary Holland                   |
| Vedek Bareil hat die größten Chancen zum neuen religiösen Oberhaupt der Bajoraner gewählt zu werden. Vedek Winn, die das Amt selbst anstrebt, versucht Bareil um jeden Preis in Misskredit zu bringen und enthüllt, dass Bareil in der Zeit der Besatzung für den Tod zahlreicher Bajoraner mitverantwortlich war. Bareil verzichtet daraufhin auf das Amt und Winn wird zur Kai gewählt. Kira findet jedoch heraus, dass Bareil gar nicht verantwortlich war.                 |           |                        |                      |                      |                                       |                  |                                                                                          |
| 45 | 25        | Das Tribunal           | Tribunal             | 4. Juni 1994         | 30. Sep. 1994                         | Avery Brooks     | Bill Dial                                                                                |
| O’Brien wird von den Cardassianern entführt, die mit ihm als Angeklagtem einen Schauprozess inszenieren, bei dem sein Todesurteil schon von vornherein feststeht. Durch die Ermittlungen der Stationscrew ergibt sich, dass der Prozess nur dazu dient, die Föderation dazu zu veranlassen, Schritte gegen Maquis-Kolonisten im cardassianischen Grenzgebiet einzuleiten. |           |                        |                      |                      |                                       |                  |                                                                                          |
| 46 | 26        | Der Plan des Dominion  | The Jem’Hadar        | 11. Juni 1994        | 3. Okt. 1994                          | Kim Friedman     | Ira Steven Behr                                                                          |
| Sisko trifft im Gamma-Quadranten auf Mitglieder des Dominion. Das Dominion, zu dem auch die Jem’Hadar-Soldaten gehören, betrachtet das Eindringen in sein Territorium als kriegerischen Akt. Es vernichtet schließlich sogar ein Raumschiff der Sternenflotte. |           |                        |                      |                      |                                       |                  |                                                                                          |

## Produktion
Die Produzenten und Drehbuchautoren planten für die zweite Staffel, den in der Serie bislang weitgehend unerforschten und gesichtslosen Gamma-Quadranten näher zu charakterisieren und dort mit dem Dominion eine für die Vereinigte Föderation der Planeten und für die Raumstation bedrohliche Macht zu etablieren. Näher kennenlernen sollten die Zuschauer das Dominion jedoch erst in der dritten Staffel. Zu diesem Zweck ließ man das Dominion in mehreren, über die zweite Staffel verteilten Episoden erwähnen und dabei seinen wirtschaftlichen, militärischen und politischen Einfluss ansprechen. Beispielsweise offenbarte die Episode Profit oder Partner (Rules of Acquisition), in der das Dominion erstmals erwähnt wird, dass es sich um eine Macht handelt, die Einfluss auf den Handel mit Gütern unter anderen Völkern nimmt. Die letzte Episode der zweiten Staffel, Der Plan des Dominion (The Jem’Hadar), zeigte schließlich erstmals Vertreter des Dominion.
Die Dreharbeiten für die Staffel wurden im Januar 1994 durch das Northridge-Erdbeben für einige Tage gestört.

## Kritiken
“Season two is better than season one, but the series had not yet hit stride. The result is an uneven patchwork of themes and mid-course corrections, with a handful of classic Trek moments. […] Solutions are way too pat. […] Whenever a complex astrophysical problem presents itself, the solution is always handy. […] Sisko's character is (admittedly) not well-defined. His ponderous speeches and deadpan gaze failed to „engage“ me. But his is not the only annoying character. Quark is unilaterally off-putting. Combined, these two manage to slow the momentum of most episodes. The irony is that the actors are quite good.”

„Staffel 2 ist besser als Staffel 1, aber die Serie hat ihren Rhythmus noch nicht gefunden. Das Ergebnis ist ein uneinheitliches Flickwerk aus Themen und Kurskorrekturen mit einer Handvoll klassischer Trek-Momente. […] Die Lösungen sind viel zu einfach. […] Immer dann, wenn sich ein komplexes astrophysikalisches Problem ergibt, ist die Lösung stets griffbereit. […] Siskos Figur ist (freilich) nicht gut angelegt. Seine schwerfälligen Reden und sein ausdrucksloser Blick konnten mich nicht ergreifen. Aber er ist nicht die einzige lästige Figur. Quark ist einseitig abschreckend. Zusammen nehmen beide den meisten Episoden den Schwung. Die Ironie ist, dass die Schauspieler durchaus gut sind.“

“Fortunately, the character of Sisko's son Jake is handled reasonably naturally, with no Wesley Crusher-style „save the station with my science project“ hijinks; in the context of a space station rather than a starship, his character fits in reasonably well.”

„Glücklicherweise wird die Rolle von Siskos Sohn Jake einigermaßen natürlich gehandhabt, ohne Wesley-Crusher-artige ‚Rette die Station mit meinem Wissenschaftsprojekt‘-Freuden; in den Kontext einer Raumstation fügt sich seine Rolle, verglichen mit einem Raumschiff, angemessen ein.“

## Auszeichnungen
- ASC Award	1995, nominiert: Beste Kamera in einer regelmäßigen Serie, für Ep. Die andere Seite
- Golden Reel Award 1994, nominiert: Bester Tonschnitt (Fernsehepisode, ADR, Dialog), für Ep. Der Plan des Dominion
- Emmy Awards 1994, nominiert:
  - Beste Einzelleistung in Make-up für eine Serie, für Ep. Profit oder Partner!
  - Beste Frisur für eine Serie, für Ep. Das Harvester-Desaster
- Saturn Award 1994, nominiert: Beste Genre-Fernsehserie